# 國泰寺 (高岡市)
國泰寺（こくたいじ）是位在日本富山縣高岡市的寺院，臨濟宗國泰寺派總本山。山號「摩頂山」（まちょうざん）。本尊釋迦如來、開山（初代住持）為慈雲妙意。哲學家鈴木大拙、西田幾多郎等曾在此參禪。

## 關連項目
- 臨濟宗國泰寺派

## 外部連結
- 國泰寺（页面存档备份，存于）